# C-Bo's Best Appearances '91-'99
C-Bo's Best Appearances '91-'99 — компіляція американського репера C-Bo, видана лейблом AWOL Records 10 квітня 2001 р. До складу релізу увійшли пісні інших виконавців, записані з участю виконавця. Трек «Player to Player» увійшов до The Final Chapter, шостого студійного альбому C-Bo.

## Список пісень
1. «Die Niggaz» — 3:54
2. «Deadly Weapon» (з участю Marvaless) — 3:51 (з альбому Fearless)
3. «What's Going Down» (з участю Gelo) — 3:54
4. «The Funk Is On» (з участю Lunasicc та Marvaless) — 4:14 (з альбому Mr. Lunasicc)
5. «Niggaz Get They Wig Split» (з участю B-Legit та Celly Cel) — 3:23 (з альбому The Hemp Museum)
6. «That's How We Break Bread» (з участю King George та Master P) — 3:28 (з альбому True)
7. «Ride 4 Me» (з участю Rod-Dee та Spice 1) — 4:27 (з альбому The Playa Rich Project)
8. «Garden Block» — 5:44
9. «Riders» — 4:30 (з альбому Boss Ballin' 2: The Mob Bosses)
10. «Danger Zone» (з участю Killa Tay та Mississippi) — 4:04 (з альбому Fear No Fate)
11. «Rillas in tha Game» (з участю LeMay та Marv Mitch) — 4:31 (з альбому Livin in tha Strange)
12. «Mafia Life» (з участю Killa Tay, Lunasicc, Mississippi та Pizzo) — 4:37 (з альбому West Coast Trippin')
13. «It's On, on Sight» (з участю E-40) — 4:13 (з альбому The Element of Surprise)
14. «Big Dawgs» (з участю J-Dubb, Killa Tay та O-Fed) — 4:29 (з альбому Mr. Mafioso)
15. «Straight G'z» (з участю Pizzo) — 1:40 (з альбому Heater Calhoun)
16. «Player to Player» (з участю Allie Baba та Mo-Jay) — 4:27 (з альбому The Final Chapter)